# Washington GreenHawks
I Washington GreenHawks sono stati una squadra di pallacanestro di Washington. Fondati nel 2004, nel 2008 sono stati tra i fondatori della Premier Basketball League.
Nati nel 2004 come Maryland Nighthawks, aderirono alla ABA 2000, dove disputarono tre campionati.
Nel 2008 si trasferirono nella PBL. Dopo aver trascorso la stagione 2009 come Travel Team ufficiale della Premier Basketball League, soprattutto in Cina e in Estremo Oriente, nella stagione 2010 hanno partecipato al campionato della stessa lega con il nome di Maryland GreenHawks.
Nel 2010 si trasferirono a Washington, passando alla Atlantic Coast Professional Basketball League (ACPBL). Si ritirarono dal campionato nel gennaio 2011.
Nella stagione 2005-06 l'ex NBA Gheorghe Mureșan ha giocato alcune partite con i Nighthawks prima del ritiro.

## Stagioni
| Stagione | Lega     | Denominazione         | V               | P               | %               | Piazzamento     | Play-off         |
| -------- | -------- | --------------------- | --------------- | --------------- | --------------- | --------------- | ---------------- |
| 2004-05  | ABA 2000 | Maryland Nighthawks   | 15              | 9               | 62,5            | 4º              | Quarti di finale |
| 2005-06  | ABA 2000 | Maryland Nighthawks   | 25              | 11              | 69,4            | 1º              | Quarti di finale |
| 2006-07  | ABA 2000 | Maryland Nighthawks   | 13              | 16              | 44,8            | 3º              | -                |
| 2008     | PBL      | Maryland Nighthawks   | 6               | 14              | 30,0            | 5º              | Quarti di finale |
| 2009     | PBL      | Maryland Nighthawks   | PBL travel team | PBL travel team | PBL travel team | PBL travel team | PBL travel team  |
| 2010     | PBL      | Maryland GreenHawks   | 3               | 17              | 15,0            | 9º              | -                |
| 2010-11  | ACPBL    | Washington GreenHawks |                 |                 |                 |                 |                  |